# Bokeloh (Wunstorf)
Das Dorf Bokeloh ist eine Ortschaft der Mittelstadt Wunstorf in der niedersächsischen Region Hannover. Der Name bedeutet „Buchenwald“. Es wird von der Westaue durchflossen.

## Geschichte
Der Ortsname wird erstmals im Namen einer Burg des Bischofs Ludolf von Minden, dem „castrum boklo“, erwähnt. Dieser Bau besteht heute in Form des Schlosses Bokeloh („castrum novum“) fort. Später gelangte das Dorf in den Besitz des Grafen von Schaumburg. Im 15. Jahrhundert wurde das Amt Bokeloh geschaffen, dem auch die Nachbardörfer Idensen und Mesmerode sowie die Exklave Klein Heidorn angehörten. Im Volksmund wurde es „Butteramt“ genannt, weil es die nahe gelegene Stadt Hannover vor allem mit Butter versorgte. 1647 wurde das Amt in das Fürstentum Calenberg umgegliedert und 1819 an das größere Amt Blumenau (heute ein nördlicher Stadtteil von Wunstorf) eingegliedert.
In Bokeloh wurden 1566–1620 Hexenverfolgungen durchgeführt: Zwei (oder drei) Frauen gerieten in Hexenprozesse, eine wurde 1566 wahrscheinlich verbrannt. Im Amt Bokeloh wurde 1567 eine Hexenverfolgung durchgeführt, bei der eine Frau in einen Hexenprozess geriet und verbrannt wurde.
Im Jahr 1928 wurde das bisher eigenständige, unmittelbar im Osten liegende Dorf Kronsbostel (historisch auch als Cronsbostel bezeichnet) nach Bokeloh eingemeindet.
Am 1. März 1974 wurde Bokeloh in die Stadt Wunstorf eingegliedert.

## Religion

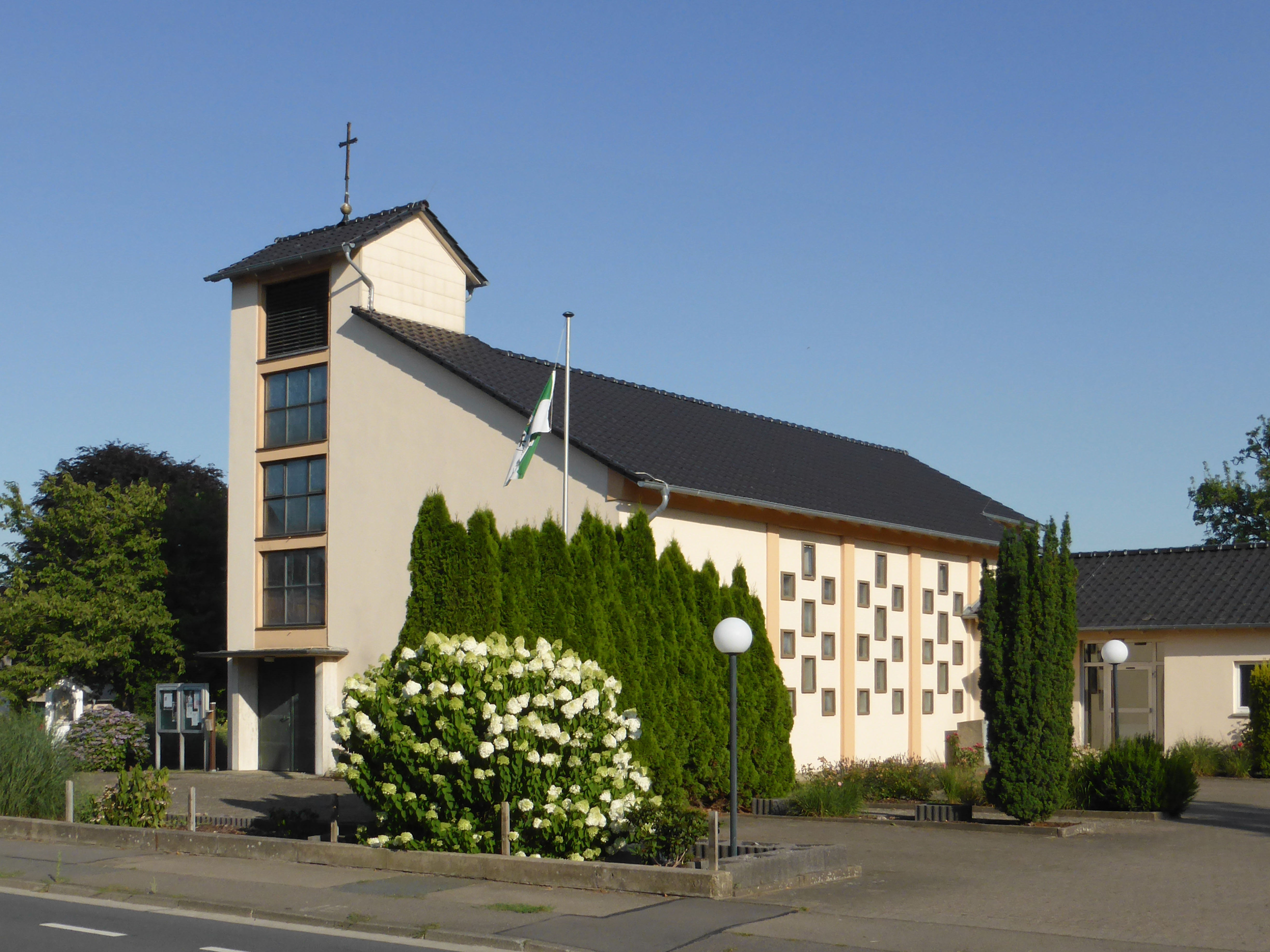
St. Konrad von Parzham-Kirche

Die evangelisch-lutherische Kirche Zum Heiligen Kreuz, auch kurz Kreuzkirche genannt, befindet sich an der Straße „An der Kreuzkirche“. Sie wurde 1961 geweiht, ihre gleichnamige Kirchengemeinde gehört zum Kirchenkreis Neustadt-Wunstorf.
Die katholische Kirche St. Konrad von Parzham befindet sich an der Mesmeroder Straße. Im März 1960 wurde ihr Grundstein gelegt, und im November gleichen Jahres wurde sie von Bischof Heinrich Maria Janssen geweiht. Seit dem 1. September 2012 gehört die Kirche zur Pfarrgemeinde St. Bonifatius in Wunstorf.

## Politik

### Ortsrat
Der Ortsrat von Bokeloh setzt sich aus fünf Ratsfrauen und zwei Ratsherren folgender Parteien zusammen:
- CDU: 4 Sitze
- SPD: 2 Sitze
- Grüne: 1 Sitz

(Stand: Kommunalwahl 11. September 2016)

### Ortsbürgermeister
Der Ortsbürgermeister von Bokeloh ist Matthias Waterstradt (CDU). Seine Stellvertreterin ist Gisela Thisius (CDU).

### Wappen
Der Entwurf des Kommunalwappens von Bokeloh stammt von dem Heraldiker und Wappenmaler Gustav Völker, der zahlreiche Wappen in der Region Hannover erschaffen hat. Das Wappen wurde am 24. Juni 1954 durch den Niedersächsischen Minister des Innern verliehen.
| Wappen von Bokeloh | Blasonierung: „Gespalten, vorn in Grün ein silbernes, mit vier Bändern beschlagenes Butterfass, hinten in Silber ein aufgerichteter, grüner Buchenzweig mit drei Blättern, der Stiel überdeckt von zwei schwarzen, gekreuzten Berghämmern.“ |
| Wappen von Bokeloh | Wappenbegründung: Das frühere Amt Bokeloh, der Bereich um Bokeloh, Idensen und Mesmerode, wurde im Volksmund „Butteramt“ genannt, weil die Landwirte dieses Raumes Butter nach Wunstorf und Hannover auf den Markt brachten. Schlägel und Eisen ist seit dem Mittelalter das Symbol des Bergbaus, der durch das Kalibergwerk in Bokeloh eine Tradition hat. Der Buchenzweig mit den grünen Blättern soll den Namen des Ortes symbolisieren, denn Bokeloh bedeutet Buchenwald. |

## Kultur und Sehenswürdigkeiten

### Baudenkmale
→ Siehe: Liste der Baudenkmale in Bokeloh

### Fotogalerie

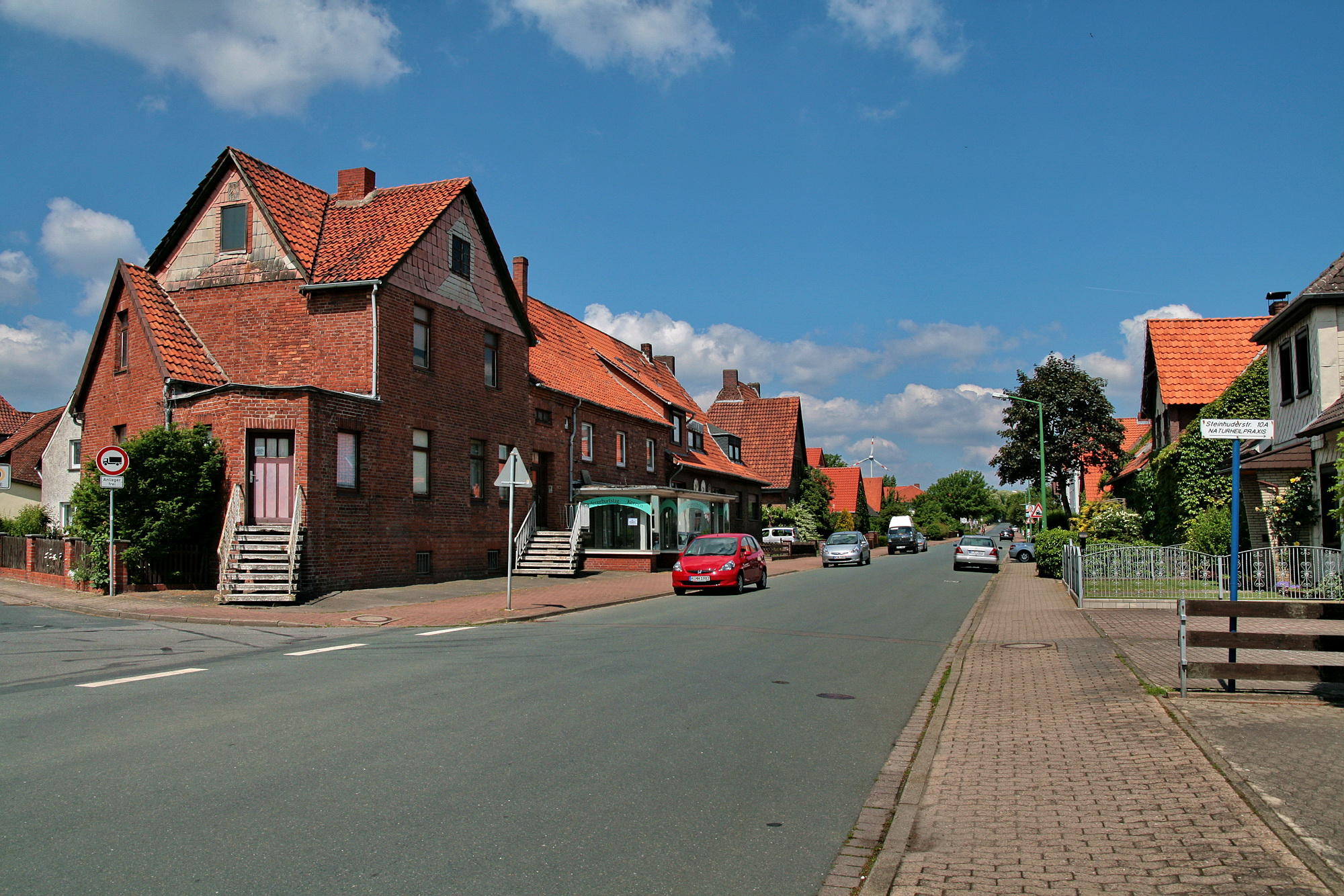
Ortsbild
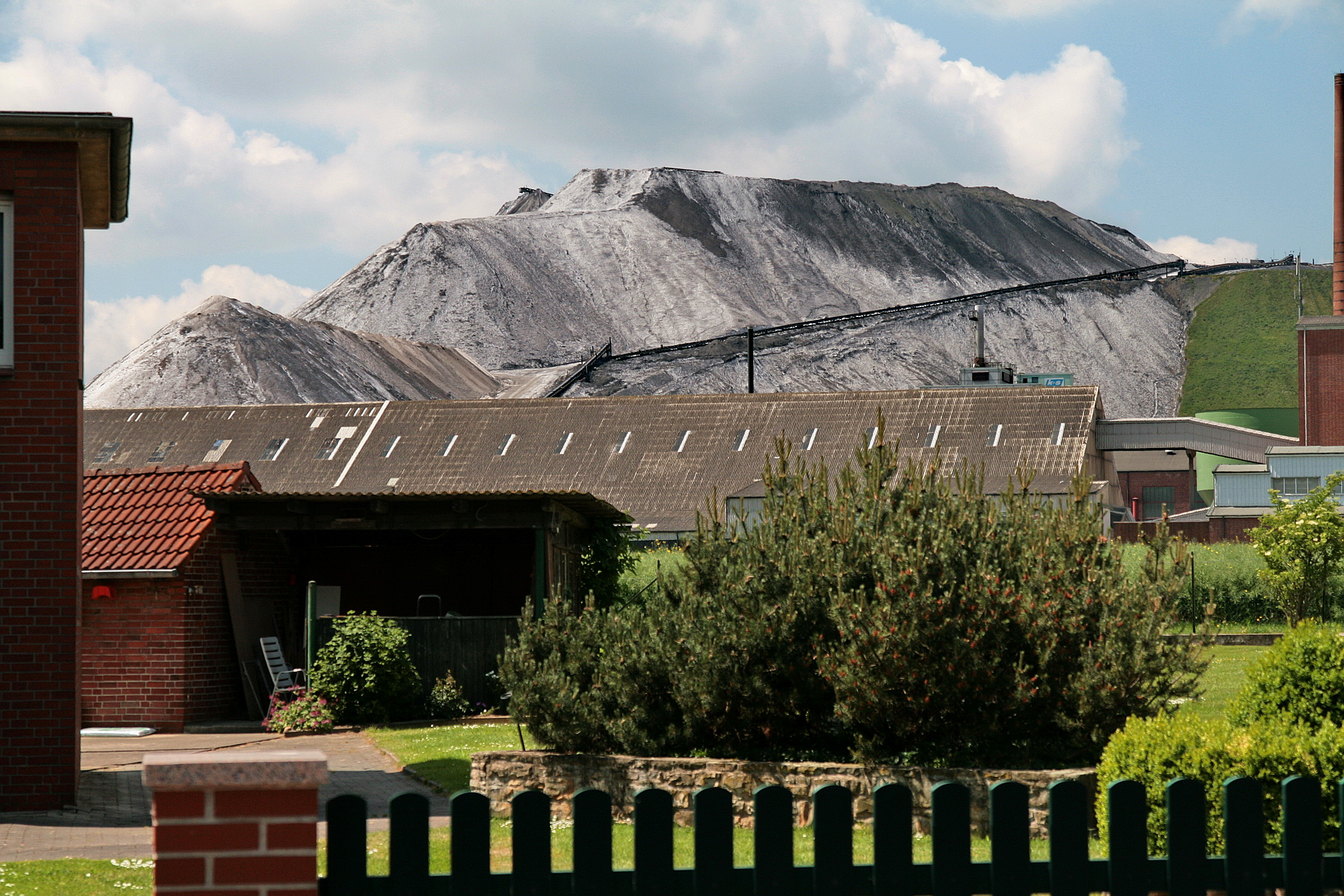
Steinsalzhalde vor Bokeloh
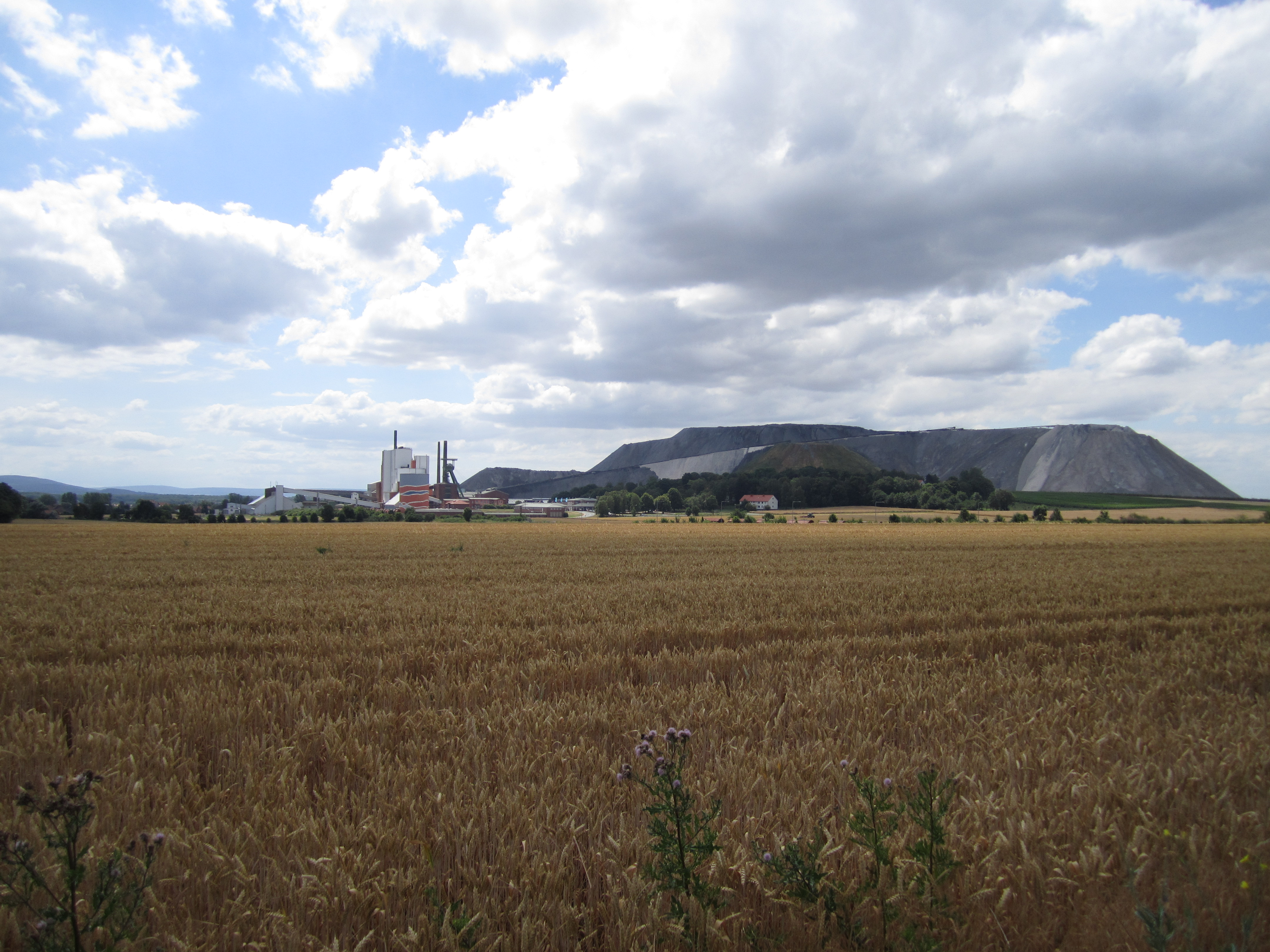
Kaliwerk Sigmundshall

## Wirtschaft und Infrastruktur

### Kaliwerk Sigmundshall
In Bokeloh ist das Kaliwerk Sigmundshall der K+S AG angesiedelt. Das Bergwerk wurde 1896 als Kalibohrgesellschaft Wunstorf gegründet, diese wurde dann nach ihrem Aufsichtsratsvorsitzenden Sigmund Meyer benannt und 1906 an die Steinhuder Meer-Bahn angeschlossen.
Der Bergbau wurde am 21. Dezember 2018 wegen Erschöpfung der Vorräte eingestellt.
Seit September 2021 werden die Hohlräume mit Sole verfüllt (geflutet), die in den thüringischen Werken der K+S anfällt. Die Sole wird mit täglich mehreren Kesselwagenzügen zugeführt. In Wunstorf wurden daher die Bahnübergänge „Neustädter Straße“ und „Nordrehr“ mit Halbschranken gesichert.
Die weiß-graue Abraumhalde, auch Kaliberg genannt, ist ein so genannter Kalimandscharo; eine Höhe von 140 Metern wurde genehmigt.

### Garnelenfabrik
Auf dem K+S-Gelände entsteht Europas größte Garnelenfabrik. Als Marke Gamba Zamba sollen jährlich bis zu 700 Tonnen in nachhaltiger Zucht produziert werden.

### Nahversorgung
Im Jahr 2001 schloss der Nahversorgungsmarkt in Bokeloh. Da es nicht gelang, einen Investor und Betreiber zur Versorgung mit Produkten des täglichen Bedarfs, insbesondere Lebensmitteln und Haushaltswaren, zu gewinnen, gründete im Jahr 2018 die Arbeitsgemeinschaft „AG Zukunft Bokelohs“ eine Betreibergesellschaft für einen Dorfladen mit einem integrierten kleinen Café, der auch Bildungsort zum Thema Produkte aus dem Ort werden sollte. Im März 2020 wurde der Dorfladen eröffnet.

### Verkehr
Der Bahnhof Bokeloh (b Wunstorf) liegt an der Steinhuder Meer-Bahn.
Drei regelmäßige Busverbindungen der RegioBus Hannover im Tarifverbund des GVH bieten an neun Haltestellen Fahrten nach Wunstorf und in Nachbarorte.